# Austrian Business Agency
Pour les articles homonymes, voir ABA.

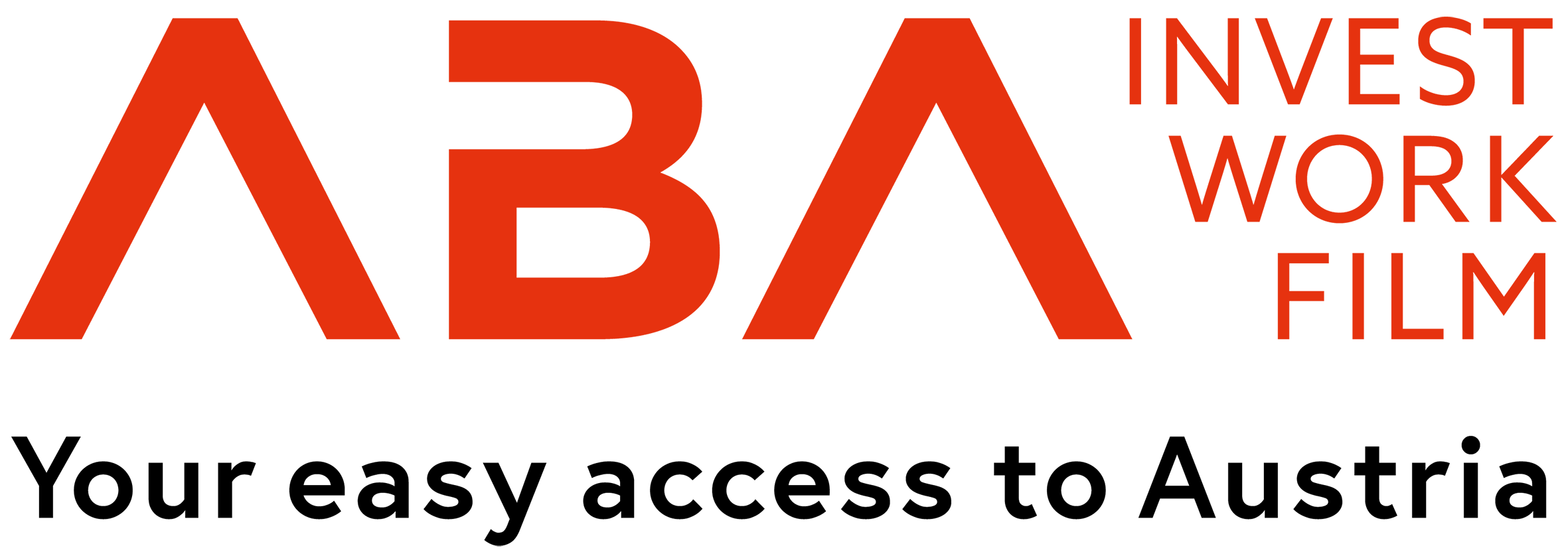

Austrian Business Agency – Österreichische Industrieansiedlungs- und WirtschaftswerbungsgmbH (ABA-Invest in Austria) est l’agence de la République d’Autriche en faveur de l'implantation des entreprises sur son territoire. L'organisme est responsable de la prospection et du suivi des entreprises étrangères souhaitant créer une filiale en Autriche. ABA fournit des informations sur l'Autriche en tant que pôle économique et conseille les investisseurs internationaux sur les questions liées au site d'implantation. L’agence a été créée en 1982 par l’ÖBAG sous le nom d’ICD Austria pour être rebaptisée Austrian Business Agency (ABA) en 1995. À l’occasion de son 25e anniversaire en 2007, ABA a modifié son Corporate Design et utilise désormais, au lieu d’Austrian Business Agency, le nom d’ABA–Invest in Austria qui exprime mieux la mission de l’entreprise. ABA–Invest in Austria emploie 25 personnes en Autriche.
ABA a assisté beaucoup d’entreprises internationales de renom, notamment Sony, Infineon, Ikea, Matsushita Electric Works, Hutchison Mobilfunk, Holmes Place ou Starbucks, lors de leur implantation en Autriche.
«Site Autriche» (Location Austria), une branche de l'organisme ABA, fait depuis 1997 la promotion de l'Autriche comme site pour la production cinématographique internationale. En collaboration avec Austria Wirtschaftsservice GmbH (aws), Location Austria s’occupe des mesures de promotion dans le cadre de l’initiative « Film Industry Support Austria » (FISA). FISA est une initiative du ministère de la science, de la recherche et de l’économie qui soutient les films cinématographiques grâce à une subvention non remboursable s’élevant à 25 % des frais de production autrichiens subventionnables. (Complément d’information sur www.filmindustrysupportaustria.com).

## Domaines d’activité
Dans la course aux investissements directs, l'Autriche se trouve en concurrence avec la communauté internationale d'états. L'agence pour l'implantation des entreprises fait la promotion du pôle économique et a pour but d’améliorer l'image de l'Autriche en tant que nation industrielle. L'Autriche est un des pays les plus riches de l'UE (se trouvant au quatrième rang) mais on ne la perçoit principalement que comme une nation touristique et culturelle.
ABA offre une assistance gratuite aux entreprises étrangères qui s'implantent en Autriche. Les investisseurs sont informés sur l'Autriche en tant que pôle économique ainsi que sur les conditions-cadres économiques, politiques et juridiques. Entre autres activités, ABA s'occupe de toutes les mises en relation nécessaires en Autriche, apporte des conseils dans la recherche d'un site et procure les informations pertinentes pour une entreprise telles que les facteurs-coûts approximatifs (coûts de main-d'œuvre et d'infrastructure par ex.), les aspects fiscaux et la performance des secteurs économiques dans le pays. ABA soutient également des entreprises dans leurs projets d’extension ainsi que dans des projets R&D. 

## Investissements directs internationaux
Avec l’implantation de 462 entreprises internationales, ABA-Invest in Austria a enregistré en 2019 un résultat record. Les investissements se chiffrent à 1.85 milliards d’euros et le nombre d’emplois créés s’élève à 4.896.               
143 entreprises installées en Autriche sont venues d’Allemagne qui est traditionnellement le premier pays investisseur. L’an passé, l’Allemagne a donc été à l’origine d’environ un tiers de tous les projets ABA. 
Parmi les entreprises implantées en Autriche,66 mènent des activités de recherche et de développement  En 2019, 28 startups étrangères ont choisi l'Autriche comme pôle économique.
Classement des Länder – Vienne devant la Basse-Autriche et Salzbourg
En 2019, la majorité des entreprises internationales (235) se sont à nouveau installées dans la capitale autrichienne, Vienne (2018 : 182). Le Land se caractérisant par le plus grand nombre d'implantations après Vienne était le Salzbourg avec 44 entreprises (2018 : 30), suivie de la Basse-Autriche avec 39 entreprises (2018 : 32). 27 entreprises ont opté pour la Styrie et 33 pour la Carinthie (2017 : 27). Viennent ensuite le Tyrol avec 33 nouvelles implantations (2017 : 26) et le Vorarlberg avec 6 nouvelles implantations. 37 entreprises se sont installées en Haute-Autriche et 7 au Burgenland (2017 : 5). Une entreprise est implantée dans plusieurs Länder.
| Année       | 2004 | 2005 | 2006 | 2007 | 2008 | 2009 | 2010 | 2011 | 2012 | 2013 | 2014 | 2015 | 2016 | 2017 | 2018 | 2019 |
| Entreprises | 107  | 123  | 152  | 201  | 256  | 158  | 198  | 183  | 201  | 228  | 276  | 297  | 319  | 344  | 355  | 462  |

## Pages liées
- Invest in Austria France
- Invest in Austria Chine
- Invest in Austria Japon
- Invest in Austria Russie
- Film Industry Support Austria
- Waipa